# New England Patriots 2002
La stagione 2002 dei New England Patriots è stata la 33ª della franchigia nella National Football League, la 43ª complessiva e la 3ª con Bill Belichick come capo-allenatore. La squadra veniva dalla sua prima vittoria del Super Bowl di sette mesi prima contro i St. Louis Rams e debuttò nel nuovo Gillette Stadium. Malgrado un record di 9 vittorie e 7 sconfitte, non riuscì a tornare ai playoff, finendo al secondo posto nella division.

## Calendario

### Stagione regolare
| Turno | Ora                | Data               | Avversario          | Risultato          | Record             | Stadio                      | TV                 | Pubblico           |
| ----- | ------------------ | ------------------ | ------------------- | ------------------ | ------------------ | --------------------------- | ------------------ | ------------------ |
| 1     | 9:00 pm EDT        | 9/9/2002           | Pittsburgh Steelers | V 30–14            | 1–0                | Gillette Stadium            | ABC                | 68,436             |
| 2     | 1:00 pm EDT        | 15/9/2002          | New York Jets       | V 44–7             | 2–0                | Giants Stadium              | CBS                | 78,726             |
| 3     | 1:00 pm EDT        | 22/9/2002          | Kansas City Chiefs  | V 41–38 (DTS)      | 3–0                | Gillette Stadium            | CBS                | 68,436             |
| 4     | 4:15 pm EDT        | 29/9/2002          | San Diego Chargers  | S 14–21            | 3–1                | Qualcomm Stadium            | CBS                | 66,463             |
| 5     | 1:00 pm EDT        | 6/10/2002          | Miami Dolphins      | S 13–26            | 3–2                | Pro Player Stadium          | CBS                | 73,369             |
| 6     | 1:00 pm EDT        | 13/10/2002         | Green Bay Packers   | S 10–28            | 3–3                | Gillette Stadium            | Fox                | 68,436             |
| 7     | Settimana di pausa | Settimana di pausa | Settimana di pausa  | Settimana di pausa | Settimana di pausa | Settimana di pausa          | Settimana di pausa | Settimana di pausa |
| 8     | 4:15 pm EST        | 27/10/2002         | Denver Broncos      | S 16–24            | 3–4                | Gillette Stadium            | CBS                | 68,436             |
| 9     | 1:00 pm EST        | 3/11/2002          | Buffalo Bills       | V 38–7             | 4–4                | Ralph Wilson Stadium        | CBS                | 73,448             |
| 10    | 4:15 pm EST        | 10/11/2002         | Chicago Bears       | V 33–30            | 5–4                | Memorial Stadium            | CBS                | 63,105             |
| 11    | 8:30 pm EST        | 17/11/2002         | Oakland Raiders     | S 20–27            | 5–5                | Network Associates Coliseum | ESPN               | 62,552             |
| 12    | 1:00 pm EST        | 24/11/2002         | Minnesota Vikings   | V 24–17            | 6–5                | Gillette Stadium            | FOX                | 68,436             |
| 13    | 12:30 pm EST       | 28/11              | Detroit Lions       | V 20–12            | 7–5                | Ford Field                  | CBS                | 62,109             |
| 14    | 1:00 pm EST        | 8/12/2002          | Buffalo Bills       | V 27–17            | 8–5                | Gillette Stadium            | CBS                | 68,436             |
| 15    | 9:00 pm EST        | 16/12/2002         | Tennessee Titans    | S 7–24             | 8–6                | The Coliseum                | ABC                | 68,809             |
| 16    | 8:30 pm EST        | 22/12/2002         | New York Jets       | S 17–30            | 8–7                | Gillette Stadium            | ESPN               | 68,436             |
| 17    | 1:00 pm EST        | 29/12/2002         | Miami Dolphins      | V 27–24 (DTS)      | 9–7                | Gillette Stadium            | CBS                | 68,436             |